# Парк-музей „В. Н. Лавров“
Парк-музей „Генерал В. Н. Лавров“ е мемориален гробищен парк в памет на победите на руските войски в битката при Горни Дъбник и Битката при Телиш, проведени на 12/24 октомври и 16/28 октомври 1877 г. по времето на Руско-турската Освободителна война (1877 – 1878).
Намира се на самото бойно поле, където са се развили бойните действия край село Горни Дъбник, на 25 км югозападно от Плевен, вляво от пътя София – Плевен. В него са издигнати братски могили в памет на загиналите и погребаните руски и финландски гвардейци. Именуван е на генерал-майор Василий Николаевич Лавров, командир на Лейбгвардейски Финландски полк, смъртоносно ранен в битката при Горни Дъбник.

## История
Непосредствено след Руско-турската война 1877 – 1878 г. руското правителство, както и представители на самите полкове, участници в боевете, издигат паметници над братските могили, където са погребани загиналите гвардейци. Като парк е оформен едва в периода 1950 – 1954 г. Архитектурното му оформление е на архитект В. Тихолов, а ръководител на парко-устрояването е А.Водопянов. През 1953 г. е оставена каменната скулптура „Вечна дружба“ от Петър Златарев. През 1977 г. е извършено цялостно преустройство на парка, като са издигнати нови мемориални паметници – скулптурни изображения на загиналите офицери: полковник Елмар Прокопе, полковник Константин Рунов, полковник Николай Ожаровски и поручик Николай Пороженко. Като обект от културно-историческото наследство през 2001 г. паркът е възстановен със средства по програма „Красива България“, а през 2004 г. е открит параклис „Свети Великомъченик Георги Победоносец“.

## Братски могили

### Лейбгвардейски Московски полк
- Братска могила на 131 нисши чина. Надпис: „Братская могила 131 нижнихъ чиновъ Лейбъ Гвардiи Московскаго полка павшихъ за освобожденiе Болгарiй въ дѣлѣ подъ Горнымъ Дубвякомъ 12 октября 1877 г.“ Намира се в местността Калето край малкия редут. Представлява продълговат каменен гроб с дължина почти 40 метра. Над него в средата се извисява голям метален кръст. Отгоре са засадени вечно зелени храсти.
- Паметник на офицер (вероятно щабс-капитан Николай Дамиш или поручик Александр Бирфрейнд). Намира се в местността Калето край малкия редут вляво от голямата братска могила на нисшите чинове. Представлява каменна стъпаловидна пирамида с метален кръст отгоре. Няма надпис.
- Паметник на офицер (вероятно щабс-капитан Николай Дамиш или поручик Александр Бирфрейнд). Намира се в местността Калето край малкия редут вдясно от голямата братска могила на нисшите чинове. Представлява каменна стъпаловидна пирамида с метален кръст отгоре. Няма надпис.

### Лейбгвардейски Гренадерски полк
- Първа от общо две братски могили на 310 нисши чина. Надпис: „Въ дѣло подъ Горнымъ Дубнякомъ полкъ выступилъ въ составѣ: Штабъ-офицеровъ 46, Нижнихъ чиновъ 3097, Изъ числа офицеровъ убито 4, Умерло вскорѣ отъ ранъ 3, Ранено 29, Нижнихъ чиновъ убито 310, Ранено 594.“ Намира се край малкия редут вляво от басейна. Представлява правоъгълен каменен гроб с дължина почти 20 метра с каменен кръст по средата. Отгоре са засадени вечно зелени храсти.
- Втора от общо две братски могили на 310 нисши чина. Надпис: „Лейбъ-Гвардiи Гренадерскiй полкъ первымъ ворвался въ передовой редутъ, а потом вмѣстѣ съ прочими полками овладѣлъ главнымъ укрѣплевнiемъ. Честь е слава героямъ здѣсъ почивающимъ. Вѣчная имъ память.“ Намира се край малкия редут вдясно от басейна. Представлява правоъгълен каменен гроб с дължина почти 20 метра с каменен кръст по средата. Отгоре са засадени вечно зелени храсти.
- Надгробен паметник на офицерите: капитан Хаммар, щабс-капитан Сироцинский, поручици фон Пирвиц и Хирн. Надпис: „Здесъ покоится прахъ офицеровъ лейбъ Гвардiи Гренадерскаго полкъ павшихъ геройскою смертью въ дѣлѣ подъ Горнимъ Дубнякомъ 12-го октября 1877 года. Капитанъ Хаммаръ, Штабсъ-Капитанъ Сироцинскiй, Поручикъ фонъ Пирвицъ, Поручикъ Хирнъ. Вечная слава героямъ.“ Намира се край малкия редут. Първоначално е бил поставен между двете братски могили на нисшите чинове. Изработен е от камък в кубична форма наподобяваща възрожденска чешма. Отгоре е поставен мраморен кръст. Ако се доверим на стара картина, то паметникът първоначално се е намирал по средата между двете братски могили на нисшите чинове. Вероятно впоследствие е преместен и на неговото място е поставен съветския паметник на Българо-руската дружба.

### Лейбгвардейски Павловски полк
- Братска могила на 182 нисши чина и офицерите: щабс-капитани Николай Васильевич Ширман и Леонид Гаврилович Баталин, поручици Василий Львович Тимохович, Алексей Михайлович Айканов, Антон Александрович Видгандт и Владимир Игнатьевич Кучинский подпоручици Николай Дмитриевич Мамаев 3-ти и Борис Дмитриевич Полонский. Надпис: „Помяни Господи въ царствiи твоемъ. Здѣсъ покоятся тела офицеровъ Л. Гв. Павловскаго порка Николая Ширмана, Леонида Баталина, Василiя Томоховича, Николая Мамаева 3-го, Бориса Полонскаго, Алексѣя Айканова, Антонъ Видганинга, Владимѣiра Кучинскаго и 182 нижныхъ чиновъ павшихъ смертью героевъ подъ Горнымъ Дубнякомъ 12 октября 1877 года.“ Намира се в големия редут. Отдолу братската могила е застлана с каменна основа, а над нея върху три пирамидални стъпала е поставено каменно тяло с черна мраморна плоча. Според данните в „История лейб-гвардии Павловского полка 1790 – 1890, Санкт-Петербург, 1890 г.“ на 13 октомври на това място се изкопани една до друга две братски могили, като в едната са погребани полковник Рунов, щабс-капитани Ширман, Баталин, подпоручици Мамаев 3-ти и Полонский, а в другата – само 17 нисши чина. Едва са засипани двете могили, когато е наредено да се прекрати събирането на убитите, а полкът да заеме позиция към редутите при Телиш (към момента в турски ръце). Впоследствие тялото на полковник Константин Рунов е ексхумирано и препогребано в Санкт Петербург.

### Лейбгвардейски Финландски полк
- Братска могила на офицерите генерал Василий Лавров, полковници Елмар Прокопе, Николай Ожаровский, поручик Николай Пороженко, подпоручици Сергей Воробеев 2-ри и Александър Гагман, 17 унтер офицери (подофицери-сержанти), 1 музикант и 80 нисши чина от Лейб-гвардейски Финландски полк. Надпис: „Братская могила Чиновъ Л. Гв. Финляндскаго полка убитыхъ въ сраженiи при Гор. Дубникѣ 12 октября 1877 года. Смертельно ранены: Генералъ Василiй Николаевичъ Лавровъ, Полковникъ Ельмаръ Феодоровичъ Прокопе, Подпоручикъ Сергѣй Михайловичъ Воробьевъ. Убиты Полковник Николай Феодоровичъ Ожаровскiй, Поручикъ Николай Николаевичъ Пороженко, Подпоручикъ Александръ Феодоровичъ Гагманъ. 17 Унт. Офицеровъ, 1 Музыкантъ, 80 Рядовыхъ.“ Намира се в местност Калето край малкия редут. Представлява висок и красив мраморен обелиск с мраморен кръст отгоре и поставен върху стъпаловиден постамент и алпинеум около него. Според данните в „История Лейб-гвардии Финляндского полка 1806 – 1906 гг. Часть III“, на 13 октомври някои гвардейци са погребвани там където са открити – предимно в края на гората и близо до рова на големия редут. За повечето убити от южната страна на пътя са изкопани една до друга две братски могили. Погребението е извършено на 14 октомври вечерта от свещеника на Лейб-гвардейски Гродненски хусарски полк. На церемонията е присъствал командирът на дивизията генерал адютант граф Шувалов. В едната братска могила са погребани нисшите чинове, а в другата офицерите полковник Николай Ожаровски, подпоручик Николай Пороженко и подпоручик Александър Гагман. Починалите от раните генерал Василий Лавров е погребан в Русия; Елмар Прокопе е погребан в двора на църква „Света Троица“ в гр. Свищов, а подпоручик Сергей Воробеев – неизвестно къде.

### Лейбгвардейски Измайловски полк
- Братска могила на 51 нисши чина. Надпис: „Братская могила 51 нижниъх чиновъ Л. Гв. Измайловскаго полка убитыхъ 12-го октября 1877 г. при взятiи турецкаго укрепленiя близь д. Горный-Дубникъ.“ Намира се между големия и малкия редут. Представлява каменна пирамида с малък кръст на върха. Отдолу има постамент от три реда каменни плочи.
- Паметник на щабс-капитан Сергей Кушелев – командир на 10-а рота. Надпис: „Здѣсъ погребано тѣло Командира 10-ой роты Л. Гв. Измайловскаго полка Сергѣя Андреевича Кушелева 1-го Убитаго 12-го октября 1877 г. при взятiи турецкаго укрѣплевнiя близь д. Горный-Дубнякъ. родился 23-го марта 1850 года.“ Намира се южно от с. Г. Дъбник върху могила.

### Лейбгвардейски 3-ти стрелкови Фински батальон
- Братска могила на 24 нисши чина. Надпис: „Павшимъ Товарищамъ лейбъ Гв. 3-и Стрѣлковый Финскiй Баталiонъ." Намира се във вътрешността на големия редут върху високата турска артилерийска позиция. Представлява пресечена пирамида с корниз в средата и с два отстъпа в основата, поставена върху висок каменен постамент. През май 2015 г. до него е поставена мраморна плоча с имената на 24-те нисши чина: „Anders Talvi, Anton Pyhlflyckt, Daniel Sorsa, Erik Tall, Frans Selroos, Fredrick Lager, Gustaf Berggren, Gustaf Leppänen, Herman Kukkonen, Isak Gröndahl, Isak Lintula, Jakov Salli, Johan Eklund, Johan Johansson, Johan Lind, Josef Nyman, Karl Bergelin, Karl Lemke, Karl Sillman, Karl Törne, Karl Udd, Klas Smits, Michel Karhu.“

### Лейбгвардейска 1-ва артилерийска бригада
- Братска могила на бомбардир-наводчик Иван Романов и канонир Дмитрий Хиацинтов от 4-та батарея. Надпис: „Братская могила. Здѣсъ погрелены 4-ой батареи Л. Гв. 1-ой Артиллерiйской бригады бомбардиръ-наводчикъ Иванъ Романовъ и канониръ Дмитрiй Гiацинтовъ убиты при взятiи турецкаго укрепления близъ д. Горный-Дубнякъ.“ Представлява бяла мраморна плоча поставена върху правоъгълен каменен постамент. Намира се във вътрешността на големия редут върху високата турска артилерийска позиция.
- Надгробен паметник на прапоршчик Веселов 2-ри от 6-а батарея. Надпис: „Здѣсь погребено тѣло Прапорщика 6-ой батареи Л.гв. 1-ой Артиллерiйской бригады Веселаго 2-го. Убитаго 19-го октября 1877 г. под д. Дольный-Дубнякъ.“ Представлява пресечена пирамида върху каменна площадка с железен кръст отгоре.

### Незнайни гвардейци
- Паметник на неизвестни гвардейци, построен по инициатива и средства на Игнат Петков от с. Горни Дъбник. Погребани са събрани кости в периода 1884 – 1885 г. Няма надпис. Намира се край малкия редут и североизточно от музея. Има кубична форма с пилон отгоре и кован железен кръст на върха.

## Неизвестни братски могили

### Лейбгвардейски Павловски полк
- Четири братски могили на нисши чинове (вероятно 165 души). Според данните в „Вып. 59: Дневники 2-й гв. Пехотной дивизии и л.-гв. 2-й Артиллерийской бригады. – 1906“  на 15 октомври полкът е сменен при Телиш и се завръща в Горни Дъбник, като пристъпва към окончателна уборка на убитите. В малкия редут са изкопани нови 4 големи братски могили. Телата на мъртвите са редени върху слама постлана на дъното на всяка яма. В самостоятелен гроб е положен поручик Тимахович, чийто труп е намерен в същия ден в горичката. Над четирите могили е отслужена панихида, на която присъства началникът на дивизията граф Павел Шувалов. Полковият хор е изпълнил „Коль славенъ“ и е отдадена чест на загиналите.  След това е отслужена втора панихида и в големия редут над могилата на офицерите и нисшите чинове, погребани там на 13 октомври.
- Гроб на поручик Тимахович , командир на 10 рота. Тялото му е намерено едва на 15 октомври в горичката до големия редут. Понеже вече останалите офицери са били погребани в големия редут на 13 октомври, е положен в самостоятелен гроб до четирите братски могили с нисши чинове в малкия редут.

### Лейбгвардейски 1-ви стрелкови на Негово Императорско Величество батальон
- Братска могила на нисши чинове (вероятно 10 души: 3-ма от 1 рота, 4-ма от 2 рота и 3-ма от 3 рота). Според данните в „Исторический очерк лейб-гвардии первого стрелкового Его Императорского Величества батальона с 1856 по 1885 год, Карцов, Павел Петрович“  на 13 октомври е изпратена команда да събере убитите и ранените от бойното поле. В изкопаната обща братска могила на площадката пред големия редут са погребани убитите.
- Гроб на щабс – капитан Дмитрий Александрович Арсеньев 1-ви, командир на 2 рота, погребан на площадката пред големия редут до войниците от рота си.

### Лейбгвардейски Егерски полк
- Братска могила на офицерите: флигел – адютант полковник Мебес, капитан Базилевский 2-ри, Перепелицин 2-ри, подпоручик Шилдбах и прапоршчик Гресбек.  Според данните в „Сборник материалов по русско-турецкой войне 1877 – 1878 гг. на Балканском полуострове. Выпуск 58. Дневники, журналы и очерки военных действий частей 1-й гв. пех. дивизии“, на 17 октомври (ден след падането на Телиш), телата на офицерите (загинали на 12 октомври в битката при Телиш) са пренесени в тила в с. Горни Дъбник и са погребани на 18 октомври на височината (вероятно вътрешността на големи редут или върху някоя от тракийските могили в района), като отгоре е поставен кръст. На 19 октомври е открито тялото на капитан Базилевски 2-ри и е погребано редом до другите офицери от полка. Телата на поручик Кашеринов и подпоручик Романов не са открити, но по думите на пленени английски лекари са били обгорени.[1] Няколко дни след погребението, телата на полковник Мебес и подпоручик Шилдбах са ексхумирани и след балсамиране са транспортирани до родните им места за повторно погребение.

## Галерия паметници
- Братска могила на 131 нисши чина от ЛГ Московски полк
- Паметник офицер от ЛГ Московски полк – вляво
- Паметник офицер от ЛГ Московски полк – вдясно
- Братска могила на нисши чинове от ЛГ Гренадирски полк – вляво
- Братска могила на нисши чинове от ЛГ Гренадирски полк – вдясно
- Братска могила на офицери от ЛГ Гренадирски полк
- Братска могила на нисши чинове и офицери от ЛГ Павловски полк
- Братска могила на нисши чинове и офицери от ЛГ Финландски полк
- Братска могила на нисши чинове от ЛГ Измайловски полк
- Надгробен паметник на щабс капитан Кушелев от ЛГ Измайловски полк
- Братска могила на нисши чинове от ЛГ 3-ти стрелкови Фински батальон
- Плоча с имената на загиналите от ЛГ 3-ти стрелкови Фински батальон
- Братска могила на Иван Романов и Дмитрий Хиацинтов от 4-та батарея на 1 арт. бригада
- Надгробен паметник на прапоршчик Веселов 2-ри от 6-а батарея на 1 арт. бригада
- Паметник на незнайни гвардейци
- Паметна плоча на генерал Василий Лавров
- План на парка
- Параклис „Свети Георги Победоносец“
- Скулптурно изображение на полковник Прокопе
- Скулптурно изображение на полковник Рунов
- Скулптурно изображение на полковник Ожаровски
- Скулптурно изображение на поручик Пороженко
- Скулптурата „Вечна дружба“, Петър Златарев

## Галерия загинали офицери
- Василий Лавров
- Николай Ожаровски
- Елмар Прокопе
- Отон Мебес
- Александър Гагман
- Сергей Воробеев
- Николай Пороженко
- Брор Гресбек
- Рейнхолд Хамар
- Николай Шилдбах
- Лев Кашерининов
- Александър Романов (офицер)
- Павел Базилевски
- Михаил Перепелицин
- Оскар фон Смит